# Moussaieff Rosso
Il Moussaieff Rosso o Scudo Rosso è un diamante dal peso di 5,11 carati (1,02 g), tagliato a trillion (brillante triangolare). La sua fama e il suo valore sono dovuti al suo colore unico: infatti, sebbene di piccola caratura, è ritenuto il più grande diamante rosso noto, ovvero il colore di diamante più raro, e il suo valore è stimato intorno ai 20 milioni di dollari.    
La tradizionale storia del ritrovamento dichiara che la gemma, del peso originale di 13,9 carati (2,78 g), fu trovata casualmente nel 1989, da un contadino brasiliano di nome Ze Tatu, che stava scavando nel distretto di Major porto, in una regione nota come noroeste de minas nello stato di Minas Gerais. 
Inizialmente venne acquistato e tagliato dalla società "William Goldberg Diamond", che gli diede il nome originale di "Scudo Rosso". Successivamente, nel 2001 o 2002, venne acquistato dalla "Moussaieff Jewelers", proprietà del gioielliere anglo-iraniano Shlomo Moussaieff, che ribattezzò la gemma col proprio nome e che ne è attualmente il proprietario.
Nel 2003, il Moussaieff fu esposto in una mostra all'Istituto Smithsonian, intitolata "The Splendor of Diamonds", insieme ad altre gemme come la Stella del Millennio, la Stella Rosa, l'Ocean Dream e il Cuore dell'Eternità. 